# Helix-Bündel

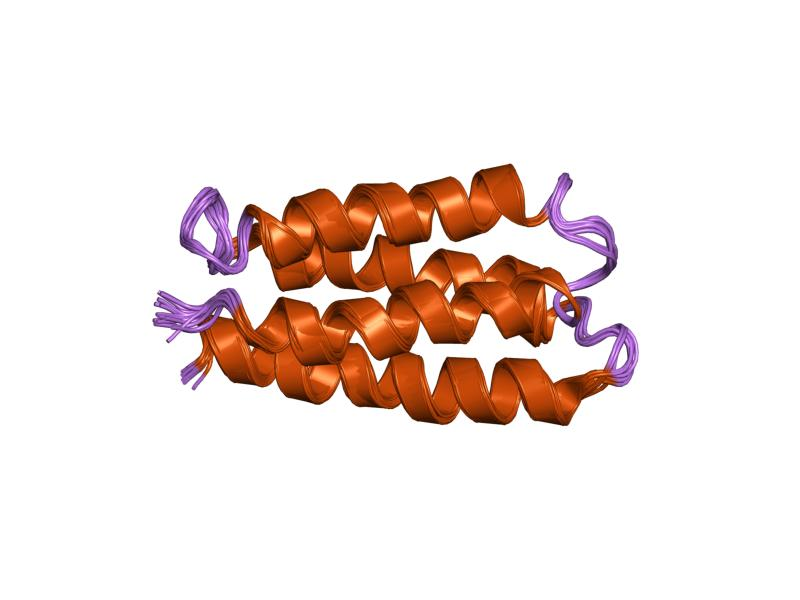
Beispiel für ein 4-Helix-Bündel von der Seite.

Das Helix-Bündel ist eine konservierte Proteinfaltung aus mehreren α-Helices, welche sich parallel oder antiparallel zueinander anordnen. Die hydrophoben Teile der einzelnen α-Helices ordnen sich dabei nach innen gerichtet an und die hydrophilen Teile nach außen, um eine hydrophile Oberfläche zu schaffen. Im Inneren des Bündels können z. B. Kofaktoren gebunden werden.
Bekannt ist zum Beispiel das 3- oder das 4-Helix-Bündel.